# Bakchebakchos
Bakchebakchos (altgriechisch Βακχέβακχος Bakchébakchos) ist in der griechischen Mythologie eine Epiklese des Dionysos.
Laut Hesychios von Alexandria wurde Dionysos unter diesem Namen bei Opfern aufgerufen. Er entstand aus der Namenswiederholung in dem Ruf „O Bacchus, o Bacchus“ (Βάκχε, Βάκχε Bákche, Bákche). In den Rittern des Aristophanes lässt der Chor den Ioulios ein Lied des Namens singen.